# Mîroliubivka, Peatîhatkî
Mîroliubivka (în ucraineană Миролюбівка) este un sat în comuna Bohdano-Nadejdivka din raionul Peatîhatkî, regiunea Dnipropetrovsk, Ucraina.

## Demografie
Componența lingvistică a localității Mîroliubivka
     Ucraineană (91,38%)
     Rusă (8,41%)
Conform recensământului din 2001, majoritatea populației localității Mîroliubivka era vorbitoare de ucraineană (91,38%), existând în minoritate și vorbitori de rusă (8,41%).